# 빨래

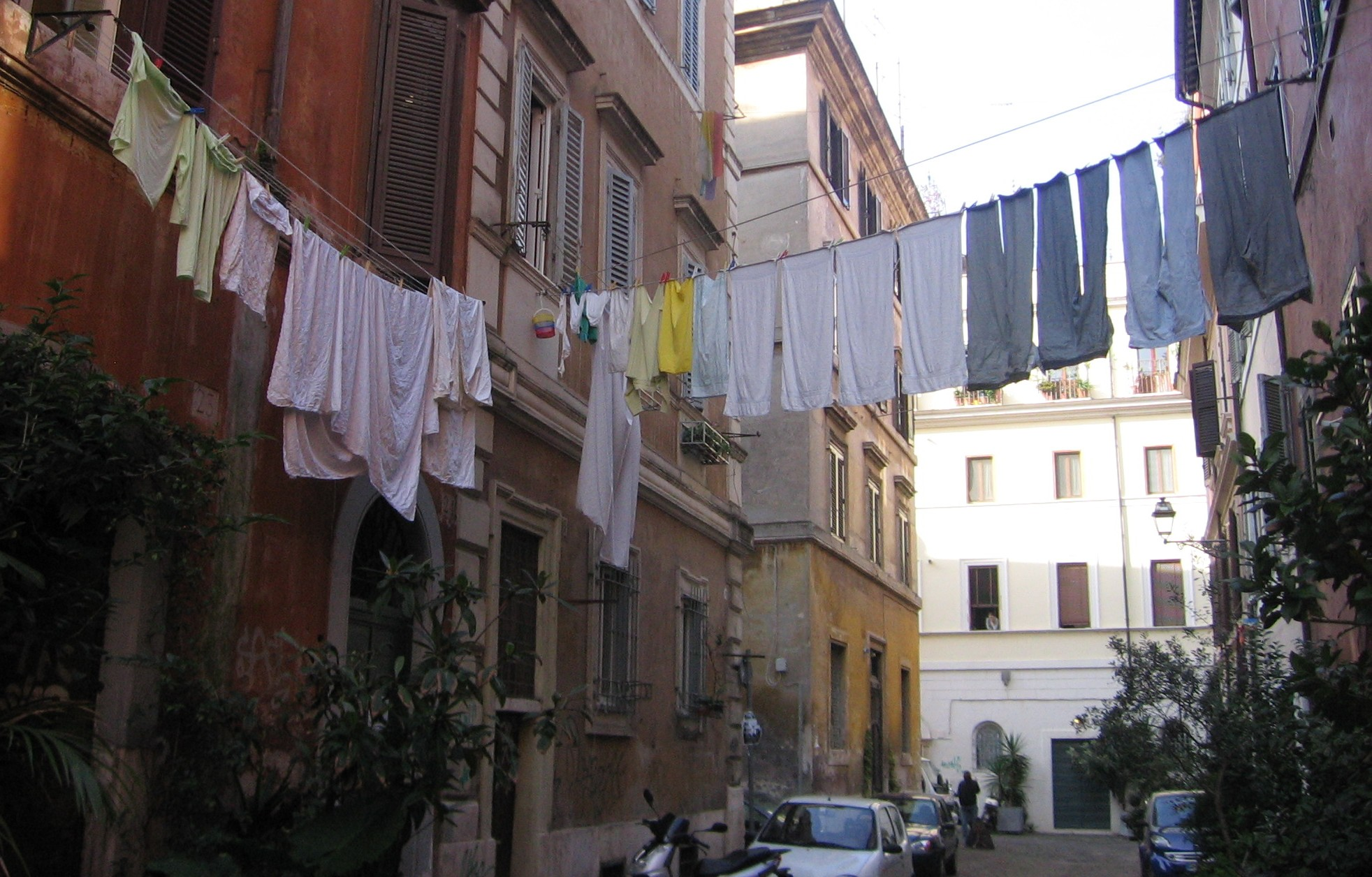
이탈리아 거리에서 촬영한 빨래 사진

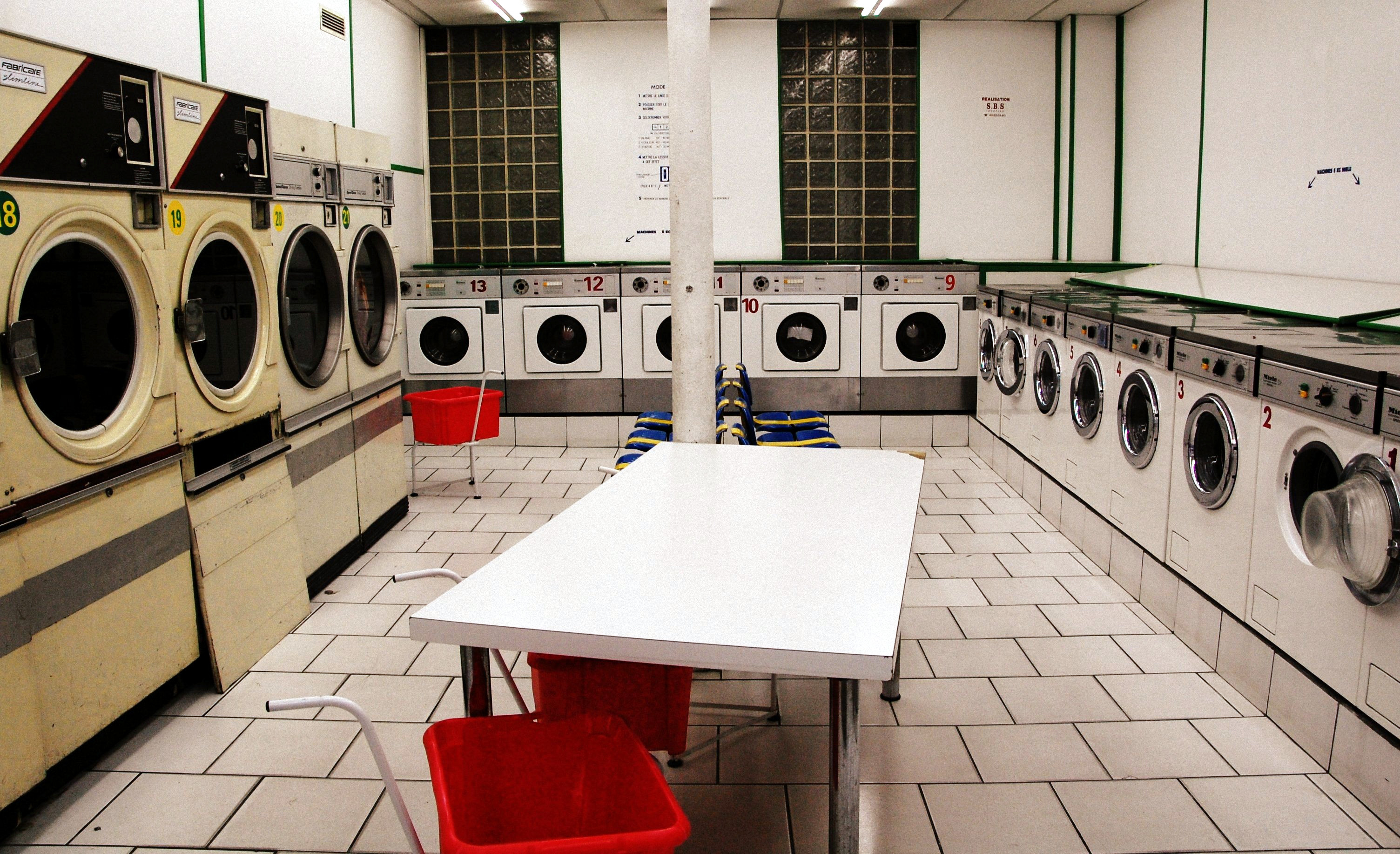
파리의 셀프 서비스 세탁소

빨래(영어: laundry)는 의류나 이불 따위의 섬유 제품을 씻어서 깨끗이 하는 일을 말하며, 달리는 그러한 행위의 대상이 되는 섬유 제품을 가리키기도 한다. 빨래는 여러 나라에서 흔히 하는 집안일 가운데 하나이며, 현대에는 세탁기와 세제를 이용하는 경우가 많다. 세탁기가 보급되기 이전에는 대야, 빨래판, 빨래방망이 등과 같은 도구와 비누, 땔감에서 나온 재를 탄 물을 이용하였다.

## 개요
옷은 인체에서 분비되는 땀과 피지, 또는 생활 주변에서 생기는 먼지와 음식물·매연 등에 의해 오염된다. 이러한 오염물이 옷에 묻으면 통기성·보온성·흡습성과 같은 옷의 위생적인 기능이 떨어지고, 외관과 촉감이 나빠지며, 옷감이 상한다. 이와 같은 오염물을 세탁하여 제거함으로써 옷을 위생적이고 외관상 보기 좋게 입을 수 있으며, 옷의 수명도 연장시킬 수 있다. 세탁은 물과 세제의 작용 및 물리적인 힘에 의해 이루어진다.

## 빨래의 역사

### 산업화 이전

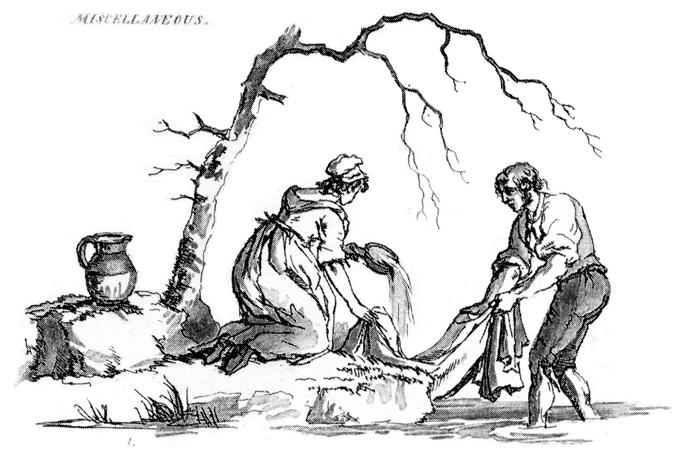
윌리엄 헨리 핀의 "시냇가에서 린넨을 빨고 있는 남자와 여자" (1806). 특이하게도, 이것은 남녀간의 활동으로 묘사된다.

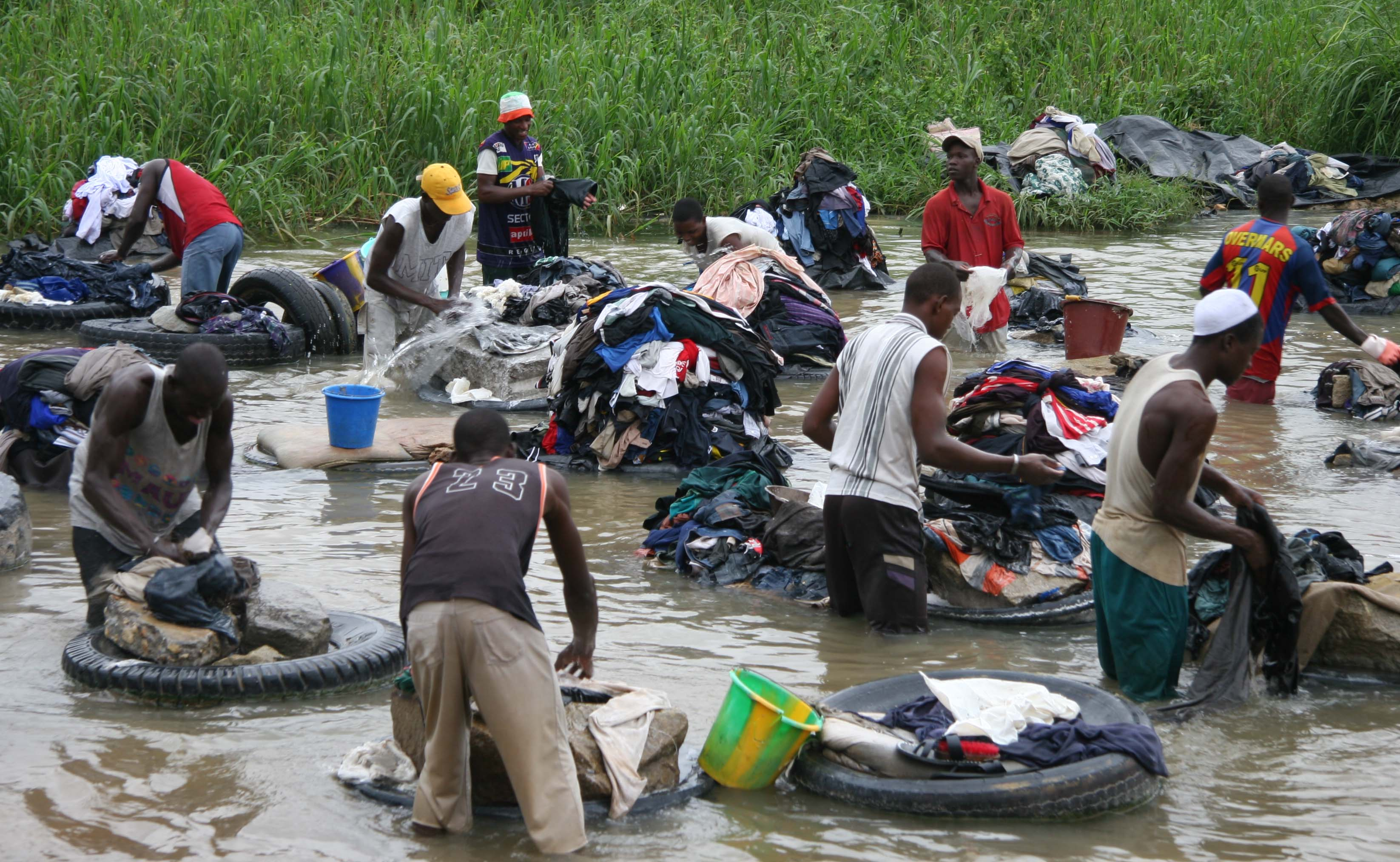
아이보리 해안, 아비장의 강에서 빨래하는 모습.

빨래는 얼룩이 있거나 냄새가 나는 물질을 강물에 흘리는 데에 처음 이용되었다. 덜 산업화된 지역과 시골 지역에서 이러한 방법이 여전히 행해지고 있다.
더러운 물질을 제거하는 데 도움을 주기 때문에 사람들은 빨랫감을 평평한 바위 위에 문지르고 비틀고 때린다. 나무로 된 방망이나 막대가 이러한 행위를 하는 도구로 사용될 수 있다.

### 산업 혁명
산업 혁명은 세탁 기술을 완전하게 변형시켰다.
18세기 발명가들은 세탁 처리를 손으로 처리할 수 있는 다양한 세탁기를 개발하였다. 손잡이를 돌려서 물통 안으로 세탁용 방망이(paddle)를 움직이게 했다. 20세기의 일부 기기들은 전력 교반기를 사용하여 따분한 수작업을 대체하였다.

### 현대
세탁기와 드라이어가 전 세계적으로 집 안에서 쉽게 찾을 수 있는 필수품이 되었다. 아파트, 기숙사에 세탁실이 있는 경우가 많으며, 거주자들은 이 곳에서 세탁기와 드라이어를 함께 쓴다. 기기들은 보통 일정한 금액의 동전을 넣어야 동작하도록 설계되어 있다.
영국과 같은 일부 유럽 국가에서는 아파트에 세탁실이 있는 경우는 흔하지 않으며 각 아파트의 세대마다 세탁기를 가지고 있다.

## 빨래의 방법
물을 주로 사용하므로 가정에서도 손쉽게 할 수 있고, 비교적 경제적이며 세탁 효과도 좋다. 하지만 물과 세제에 의해 염색이 퇴색하거나 옷감이 손상되고, 옷 모양이 변형되기 쉽다. 또한 건조가 느리고 세탁 과정이 복잡한 단점이 있다. 물에 젖어도 약해지지 않는 면·마·합성 섬유 직물의 세탁에 알맞다.
물빨래는 물리적인 힘을 가하는 방법에 따라 손빨래와 기계 세탁으로 나눌 수 있다. 손빨래는 빨랫감을 세제액 속에 넣고 손으로 주무르거나 비비기 또는 밟기·솔질하기 등의 물리적인 힘을 가해서 세탁하는 방법이다. 기계 세탁은 세탁기를 이용하여 세탁하는 방법으로 손빨래에 비하여 노력은 적게 드나 옷감이 상하기 쉽고, 세제와 물의 낭비가 많으며, 깨끗이 세탁되지 않는다.

## 실내 건조
글래스고 대학에서 진행된 연구에 따르면 실내 건조 시 습도때문에 곰팡이나 세균이 번식하거나, 세제가 증발하여 호흡기에 피해를 줄 확률이 있다. 그러나 이는 환기 정도에 따라 결과가 달라질 수 있다. 또한 겨울철에는 글래스고에 비해 대한민국의 습도가 낮기 때문에 상대적으로 곰팡이 또는 세균의 문제는 덜하다. 세제 증발은 세탁기로 빨래를 하는 경우 대부분 헹궈지기 때문에 걱정할 필요 없다. 겨울철 실내 건조는 적당한 습도 조절을 위해 활용할만한 방법이기도 하다.

## 같이 보기
- 세탁기, 의류건조기
- 세제
- 드라이 클리닝